# Estudio académico del esoterismo occidental
El estudio del esoterismo occidental es una disciplina académica de investigación, erudición y educación que se centra en la historia crítica del esoterismo occidental.

## Origen y desarrollo
Antes del primer interés académico en el tema del esoterismo occidental, Arthur Edward Waite (quien fue francmasón y miembro de la Societas Rosicruciana in Anglia) había escrito extensamente sobre el tema desde una perspectiva tradicionalista, religionista y generalista. A menudo fue citado como una autoridad por los primeros académicos del campo que lo siguieron. Como lo describió su biógrafo R. A. Gilbert, «el nombre de Waite ha perdurado porque fue el primero en intentar un estudio sistemático de la historia del ocultismo occidental —considerado como una tradición espiritual más que como aspectos de la protociencia o como la patología de la religión—».
El estudio académico más formal del esoterismo occidental fue impulsado a comienzos del siglo XX por historiadores del mundo antiguo y del Renacimiento europeo, quienes llegaron a reconocer que —aunque había sido ignorado por la erudición previa— el impacto que las escuelas de pensamiento precristianas y no racionales habían ejercido sobre la sociedad y la cultura europeas merecía atención académica. Uno de los centros clave para ello fue el Instituto Warburg en Londres, donde académicos como Frances Yates, Edgar Wind, Ernst Cassier y D. P. Walker comenzaron a sostener que el pensamiento esotérico había tenido un impacto mayor en la cultura del Renacimiento de lo que se había aceptado previamente. En 1965 se estableció el primer puesto académico del mundo en el estudio del esoterismo en la École pratique des hautes études de la Sorbona, París; llamada la cátedra de Historia del Esoterismo Cristiano, su primer titular fue François Secret, especialista en la Cábala cristiana. En 1979 el académico Antoine Faivre asumió la cátedra de Secret en la Sorbona, que fue renombrada «Historia de las corrientes esotéricas y místicas en la Europa moderna y contemporánea». Desde entonces, se ha citado a Faivre como responsable de desarrollar el estudio del esoterismo occidental en un campo formalizado.
Faivre señaló dos obstáculos significativos para establecer el campo. Uno era un prejuicio arraigado hacia el esoterismo dentro de la academia, que daba como resultado la percepción generalizada de que su historia no es digna de investigación académica. El segundo era su condición de campo transdisciplinario, cuyo estudio no encajaba claramente dentro de ninguna disciplina en particular. Como señaló Wouter Hanegraaff, el esoterismo occidental tenía que estudiarse como un campo separado de la religión, la filosofía, la ciencia y el arte, porque aunque «participa en todos estos campos», no encaja plenamente en ninguno de ellos.
En 1980 se fundó en Estados Unidos la Hermetic Academy por Robert A. McDermott como un espacio para académicos interesados en el esoterismo occidental. De 1986 a 1990, miembros de la Hermetic Academy participaron en paneles en la reunión anual de la American Academy of Religion bajo la rúbrica «Esotericism and Perennialism Group». Para 1994, Faivre podía comentar que el estudio académico del esoterismo occidental había despegado en Francia, Italia, Inglaterra y Estados Unidos, pero lamentaba que no hubiera sido así en Alemania. Para 2008, había tres cátedras universitarias dedicadas al tema, en la Universidad de la Sorbona, la Universidad de Ámsterdam y la Universidad de Exeter, y estas dos últimas instituciones también ofrecían programas de maestría en la materia.
Partiendo del razonamiento de que «la cultura y la literatura inglesas han sido bastiones tradicionales del esoterismo occidental», Pia Brînzeu y György Szönyi instaron en 2011 a que los estudios ingleses también tengan un papel en este campo interdisciplinario.

## Escuelas
- La École pratique des hautes études en Francia tiene una cátedra académica en la materia.
- La Universidad Rice ofrece un doctorado en Estudios Religiosos: concentración en misticismo, gnosticismo y esoterismo.
- La Universidad de Ámsterdam tiene una cátedra académica en la materia y ofrece un MA y rMA en Estudios Religiosos: itinerario de Esoterismo occidental.

## Sociedades
- Asociación para el Estudio del Esoterismo
- European Society for the Study of Western Esotericism
- Centro de Estudios sobre el Esoterismo Occidental de América Latina

### Obras citadas
- Bogdan, Henrik (2012). Western Esotericism and Rituals of Initiation. State University of New York Press. ISBN 978-0791480106.
- Brînzeu, Pia; Szönyi, György (2011). «The Esoteric in Postmodernism». European Journal of English Studies 15 (3): 183-188. S2CID 143913846. doi:10.1080/13825577.2011.626934.
- Faivre, Antoine (1994). Access to Western Esotericism. New York: SUNY Press. ISBN 978-0791421789.
- Faivre, Antoine; Voss, Karen-Claire (1995). «Western Esotericism and the Science of Religions». Numen 42 (1): 48-77. JSTOR 3270279. doi:10.1163/1568527952598756.
- Gilbert, R. A. (1987). A. E. Waite: Magician of Many Parts (1st edición). Wellingborough, Northamptonshire: Crucible. ISBN 185274023X.
- Goodrick-Clarke, Nicholas (2008). The Western Esoteric Traditions: A Historical Introduction. Oxford: Oxford University Press. ISBN 978-0195320992.
- Hanegraaff, Wouter (2013). Western Esotericism: A Guide for the Perplexed. London: Bloomsbury Press. ISBN 978-1441136466.